# フォード・ニューエッジデザイン

フォード・ニューエッジデザインとは、1996年発表のフォード・Ka、1998年発表のフォード・フォーカスなどでのフォードのスタイルテーマとされたデザイン。

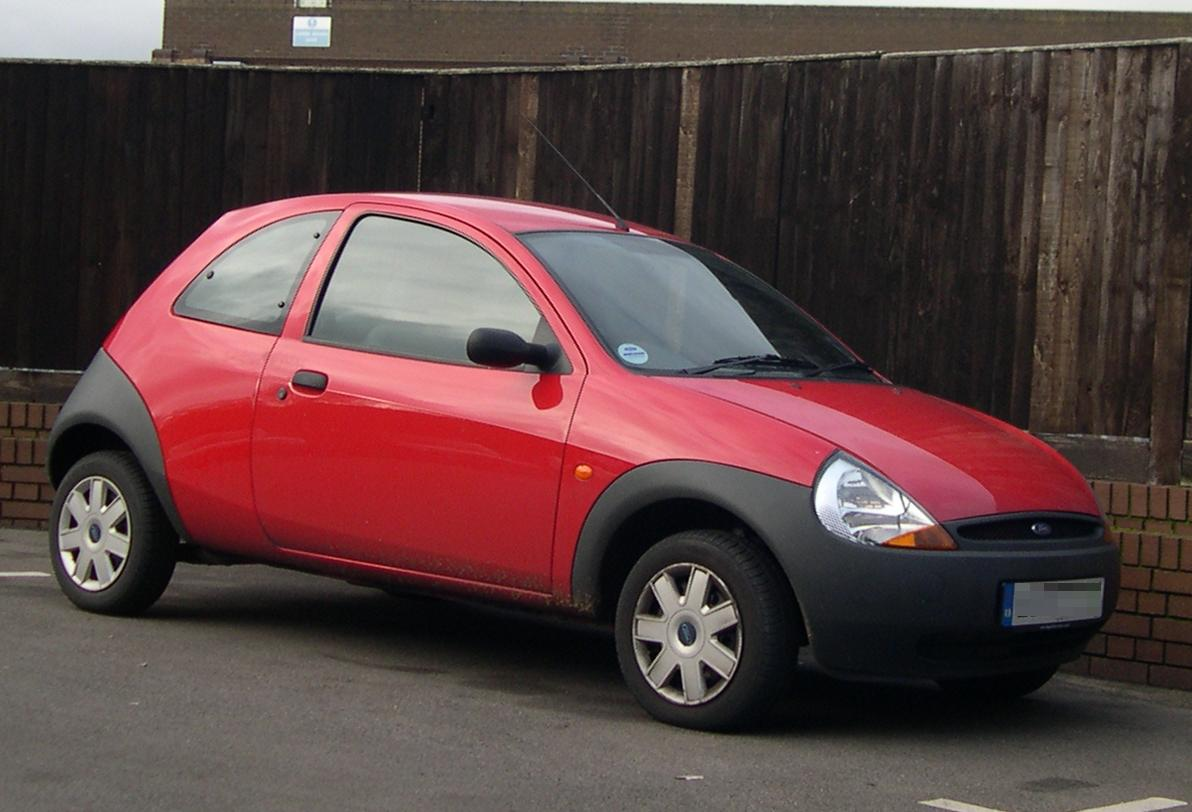
採用例：フォード・Ka

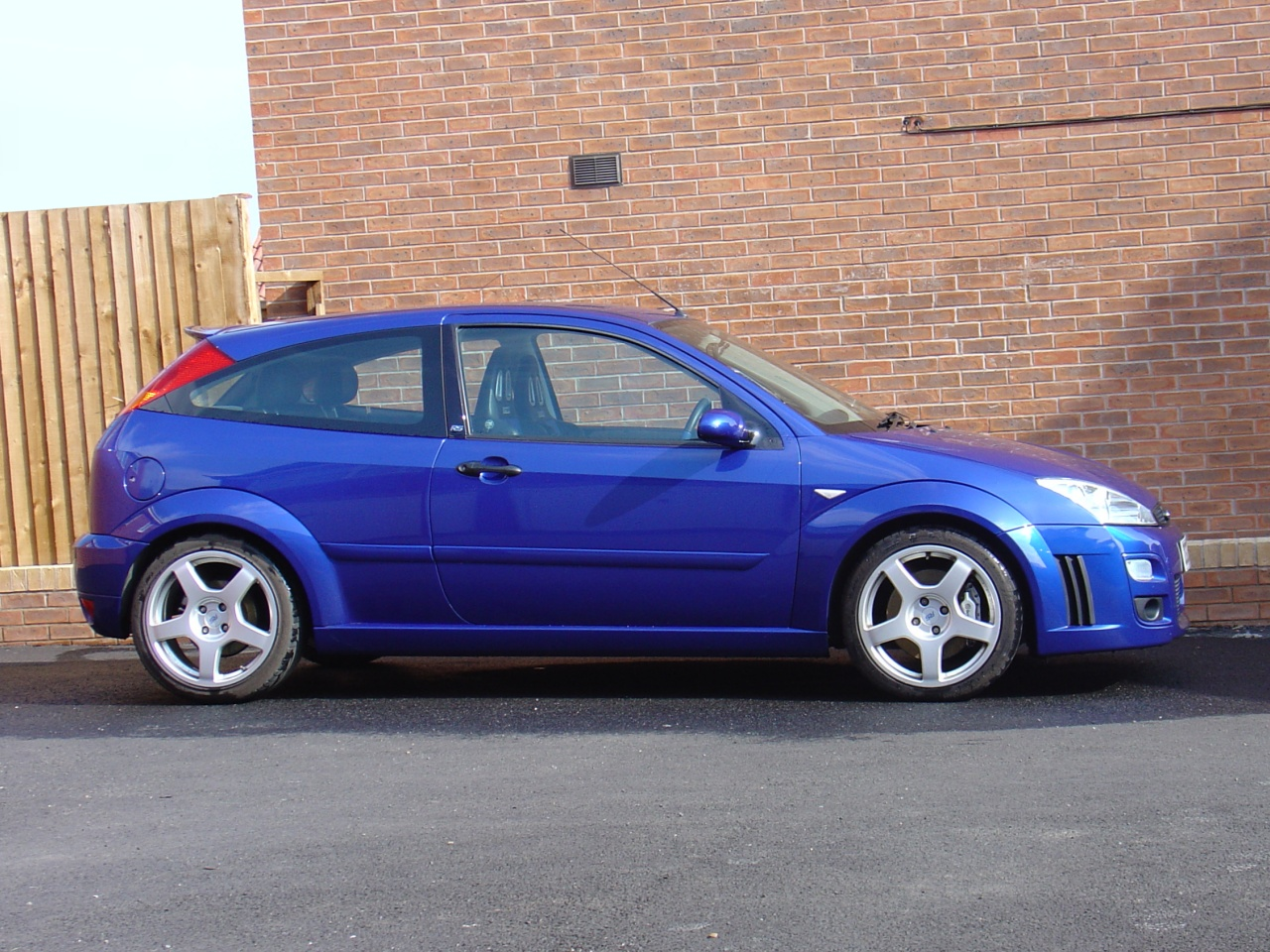
採用例：フォード・フォーカス

## 概要
張りのある面と鋭角なエッジのグラフィックを特徴とし、主にヨーロッパ・フォードの開発車両に採用されている。1995年、アメリカ合衆国デトロイトでの『北米国際オートショー』に出品されたコンセプトモデルGT90が源泉と見られる。特にフォーカスは内装デザインにも積極的にこのスタイルテーマを取り入れたこともあり、ニューエッジデザインの代表的車種と言える。またKaやフォーカス以外にも1997年発表のフォード・プーマや1999年発表のマーキュリー・クーガーなどにも採用されている。
ただ、2000年発表のフォード・モンデオ以降は、kaやフォーカスに見られた一種の強引なタッチは影を潜め、同時に表立ってニューエッジデザインという言葉を使用しなくなり、2002年、正式にスタイルテーマとしてのニューエッジデザインを終了した。